# Byttneria rojasii
Byttneria rojasii är en malvaväxtart som beskrevs av C.L. Cristobal. Byttneria rojasii ingår i släktet Byttneria och familjen malvaväxter. Inga underarter finns listade i Catalogue of Life.